# Tayikistán en los Juegos Olímpicos de Atenas 2004
Tayikistán estuvo representado en los Juegos Olímpicos de Atenas 2004 por nueve deportistas, cinco hombres y cuatro mujeres, que compitieron en cinco deportes.
La portadora de la bandera en la ceremonia de apertura fue la tiradora con arco Nargis Nabiyeva. El equipo olímpico tayiko no obtuvo ninguna medalla en estos Juegos.